# Comuna Samotoiivka, Krasnopillea
Samotoiivka (în ucraineană Самотоївка) este o comună în raionul Krasnopillea, regiunea Sumî, Ucraina, formată din satele Dumivka, Hlîbne, Hvoine, Samotoiivka (reședința) și Voropai.

## Demografie
Componența lingvistică a comunei Samotoiivka
     Ucraineană (97,2%)
     Rusă (2,5%)
     Alte limbi (0,25%)
Conform recensământului din 2001, majoritatea populației comunei Samotoiivka era vorbitoare de ucraineană (97,2%), existând în minoritate și vorbitori de rusă (2,5%).